# Pesanggrahan (Laren)
Pesanggrahan is een bestuurslaag in het regentschap Lamongan van de provincie Oost-Java, Indonesië. Pesanggrahan telt 1116 inwoners (volkstelling 2010).